# Zeta Canis Majoris
Zeta Canis Majoris (ζ CMa / ζ Canis Majoris), também conhecida como Furud ou Phurud, é uma estrela binária espectroscópica na constelação Canis Major. ζ Canis Majoris está a aproximadamente 336 anos-luz da Terra.
O componente primário, ζ Canis Majoris A, é uma anã azul-branca de tipo B da sequência principal com uma magnitude aparente de +3,02. Ela tem uma companheira praticamente invisível, ζ Canis Majoris B. As duas estrelas orbitam seu centro de massa comum a cada 675 anos.